# Bruna Ferraz
Pour les articles homonymes, voir Ferraz.
Bruna Ferraz (née le 5 septembre 1981) est une mannequin, actrice pornographique et une personnalité de la télévision brésilienne.

## Parcours
Né à Porto Alegre, Bruna Ferraz déménage à São Paulo en 2005, dans le but de se bâtir une carrière de strip-teaseuse. Elle se fait d'abord connaître comme personnalité d'Internet grâce à ses shows sexy par webcam,. En 2007, elle entre dans l'industrie pour adultes en signant un contrat d'exclusivité avec la société Brasileirinhas ; la même année, elle joue dans son premier film, A Garota da Web Sex.
En plus des vidéos pour adultes, Bruna Ferraz est également membre de la distribution de l'émission télévisée de SBT Sem Controle et de l'émission télévisée de fin de soirée Eu Vi na TV sur RedeTV!, animée par João Kléber,. Elle co-anime également, aux côtés des actrices Leila Lopes et Pâmela Butt, le talk-show Calcinha Justa sur Pay TV Sexprivé Brasileirinhas.
En 2012, elle défile avec l'école de samba "Unidos de Vila Maria" lors du carnaval de São Paulo,.